# 杉本達
杉本 達（すぎもと とおる、1964年2月29日 - ）は、日本の演出家、テレビディレクター、映画監督。blade inc.の代表。『ウンナンの気分は上々。』『未来日記』のディレクションを手がけた。

## 経歴
1964年（昭和39年）京都府出まれ。一人っ子。中学生の頃は漫画家になりたかった。手塚治虫に憧れる少年だった。その他に『翔んだカップル』『マカロニほうれん荘』『ドカベン』に夢中になった。
高校生になると家庭環境が複雑となり自分で生計を立てることになる。水商売をやりながら高校に通って大学にも行きたいなと思っていたが、大学に行っても何にも身につかないと思い、映画やテレビの映像の専門学校・日活芸術学院を受験する。美術やイラストが得意で好きだったことから映像関係なら活かせるのではと考えた。
1982年（昭和57年）18歳にして上京し日活芸術学院に入学する。上京したは良いが金は無かったので、新聞奨学生となり学費は新聞社が出してくれた。寮に住み込み、朝夕刊の配達、折り込み作業から何から全部やった。一度は挫折して学校の先生の所に行ったところ、大道具のアルバイトを紹介してもらう。長い間続けていると色々な映画監督と知り合うことになり、根岸吉太郎監督、森田芳光監督などと話をさせてもらう。さらに「もっと割のいいバイトを紹介してほしい」と学校の先生にお願いしたところ、映画『探偵物語』の助監督のアルバイトの話が舞い込んだ。1STから始まる助監督のランクづけで杉本は5THの助監督だった。憧れだった松田優作と仕事をすることに興奮した。ある日、松田がスタッフと新宿ゴールデン街に繰り出して飲んだ時のこと、スタッフの中で一番若かった杉本は小生意気なキャラだったことから松田に気に入られ、「ほら。飲め」とがんがん飲まされた。
1984年（昭和59年）日活芸術学院を卒業。学校からにっかつ撮影所の美術部に就職を勧められたが、月給7万と聞いて京都に帰ることを決心する。ちょうど友人が大阪で制作会社を作る話が持ち上がっていたので軽いノリで京都に帰るものの話は頓挫。その友人がビラ配りのアルバイトを紹介してくれた。しばらくビラ配りの仕事をしていたが、会社の人が当時大阪でトップの放送作家だった寺崎要と知り合いだった。寺崎がADを探しているとの話をきっかけに、大阪の吉本興業系の番組にいろいろ関わることになった。一番最初の仕事は明石家さんまのコンサート。一番最初にディレクターとして関わった番組が『サブローシローの今夜はねむれナイト』だった。
1990年（平成2年）仕事は順調にこなし会社を辞めフリーディレクターになる。フジテレビの桜井郁子（のちに『ウゴウゴルーガ』プロデューサー）から深夜番組の制作に誘われ、『カノッサの屈辱』に関わることになった。当時はフジテレビが若手ディレクターを積極的に養成しようとしていた時代で、その流れを掴んだ杉本には色々なチャンスが降りてきた。半年深夜ドラマの監督を任せられたり、フリーのディレクターにも関わらずレギュラーの企画書を通してくれたり好待遇であった。
その後『TVブックメーカー』を担当して、個性あるディレクター陣を深夜からゴールデンへ進出させようという流れになり。1994年（平成6年）初のゴールデン番組『ラスタとんねるず'94』の仕事が来る。杉本が担当したコーナーは「ジャイアント将棋」。そのコーナーがとんねるず本人たちにハマった。
ウイルスプロダクションを経て、blade inc.を設立。
1996年（平成8年）TBS『ウンナンの気分は上々』を担当。もともと編成部から「なにかコンセプト」を言われて咄嗟に「友達」と答えた。たまたま杉本がウッチャンナンチャンと同世代で、30代の自分に何が足りないかを考えたら「昔のようになかなか友達ができないなあ」。その発想から友達だ！のキーワードは『上々』と言い張った。そこから二人旅でカメラマンもいなく全部固定のCCDで画を撮る、ギクシャクして間(ま)ができる演出が生まれた。
1998年（平成10年）TBS『ウンナンのホントコ!』内の企画「未来日記」を企画・演出。『映画版 未来日記 The Future Diary On The Film』では監督を務める。もともとは『ウンナンの気分は上々』の番組そのものを映画にしようという企画から「未来日記」が生まれた。内村光良と女優が一週間の旅に出る、旅の途中では台本が逐一渡される、だけどその台本には台詞はなくてト書き（演技の大まかな解説文のようなもの）しか書かれてない。台本の存在をお互いは知らないから、どこまで台本でどこまでが本気なのかが分からない。最終的にはキスをする、という。全部全部、お互いの「素」の間でやるしかない、杉本の企画の狙いだった。
2000年（平成12年）『映画版 未来日記』は第7回 Dhaka International Film Festivalで最優秀作品賞を受賞する。
2009年（平成21年）「俳優塾」なる新人俳優ユニットを率い毎週ワークショップを開催。2018年（平成30年）春に閉塾した。
2018年（平成30年）以降、ドラマ、映画の演出に積極的に力を注ぐ。同年には、ラジオ番組から生まれた企画『YOU達HAPPY映画版 ひまわり』を監督、映画として公開している。自身初となる連続ドラマを2020年（令和2年）『CODE1515』2021年（令和3年）『ConneXion』と二年連続して脚本監督している。
2022年（令和4年）以降は演劇に活躍の場を広げ、2023年（令和5年）には3本の作品を上演している。そのジャンルは多岐に渡り、歌やダンスのあるエンタメ色の強い作品『私が天下を取る！～憙乃巻～』。怪談をベースにしたホラー作品『仮名手本 百物語（仮）』。小劇場的な実験演劇、山本試験紙『 ㊀ 』など。ひとつのジャンルに拘らない姿勢で作品を発表している。

## 代表作

### バラエティ
- 『カノッサの屈辱』（フジテレビ、1990年-）
- 『TVブックメーカー』（フジテレビ、1991年-）
- 『征服王』（フジテレビ、1992年-）
- 『宣誓』（フジテレビ、1992年-）
- 『Trap-TV』（フジテレビ、1993年-）
- 『ラスタとんねるず'94』（フジテレビ、1994年-）
- 『Revolution No.8』（フジテレビ、1994年-）
- 『かしこ』（フジテレビ、1995年）
- 『ウンナンの桜吹雪は知っている』（TBS、1995年-）
- 『ウンナンの気分は上々』（TBS、1996年-）[6]
- 『ウンナンのホントコ!』（TBS、1998年-）
- 『イカリングの面積』（テレビ東京、2000年-）
- 『フードバトルクラブ』（TBS、2001年、2002年）
- 『ウィーケストリンク☆一人勝ちの法則』（フジテレビ、2002年-）
- 『みのもんたのSOSシリーズ』（フジテレビ、2002年-）
- 『全国高校ウォーターボーイズ選手権』（フジテレビ、2004年、2005年）
- 『個人授業』（TBS、2006年-）
- 『マジック革命セロ』（フジテレビ、2006年）
- 『個人授業II』（TBS、2007年-）
- 『写真物語』（フジテレビ、2006年）
- 『キャプテン☆ドみの』（TBS、2007年-）
- 『エチカの鏡〜ココロにキクTV〜』（フジテレビ、2008年-）
- 『Choice』（フジテレビ、2011年、2012年）
- 『GIVE&TAKE』（フジテレビ、2012年）
- 『AMAZING BANG FRONT』（テレビ朝日、2013年-）
- 『上質の地図』（テレビ朝日、2014年-）
- 『マジック新世紀セロ』（フジテレビ、2014年）
- 『TOKYO CALLING』（テレビ朝日、2016年-）

### 映画
- 『映画版 未来日記 The Future Diary On The Film』（TBS・松竹、2000年公開）
- アジアマーケット用映画『R』（2015年公開）
- アジアマーケット用映画『Bitch』（2016年公開）
- YOU達HAPPY 映画版『ひまわり』 - 主演 大東駿介 佐久本宝（2018年公開）[7][8]
- 『鹿沼』 - 主演 黒羽麻璃央 赤澤燈 廣瀬智紀（2020年公開）[9]

### テレビドラマ
- 『DEAD END』 主演 櫻井淳子（フジテレビ、1994年）
- 『処刑ショー』 吉田朝（フジテレビ、1994年）
- 世にも奇妙な物語 春の特別編『そして、くりかえす』 主演 内村光良（フジテレビ、1998年）
- 世にも奇妙な物語 春の特別編『奇数』 主演 柳葉敏郎（フジテレビ、2000年）
- 24時間あたためますか?〜疾風怒涛コンビニ伝〜『自殺名所のコンビニ』 主演 河本準一（日本テレビ、2008年）
- 世にも奇妙な物語 2008春の特別編 『これ……見て……』 主演 戸田恵梨香（フジテレビ、2008年）
- SMAP×SMAP特別篇『蘇る日本映画黄金期』 主演 広末涼子（フジテレビ、2008年）
- 『課長島耕作』 主演 高橋克典（日本テレビ、2008年）
- 『CODE1515』 主演 和田琢磨（BSフジ、2020年）[10][11][12]

### MV
- SMAP『この瞬間、きっと夢じゃない』（2008年）

### ショートフィルム
- 乃木坂46『おいでシャンプー』映像特典　橋本奈々未×杉本達『家でゆっくり』（2012年）

### 配信ドラマ
- ネスレシアター『踊る大宣伝会議seasonⅡ』（第三話）（2015年）[13]
- 『くちびるWANTED』主演 田中圭（AbemaTV、2018年）（本広克行、上田慎一郎、木村好克と共同）
- 『ConneXion』主演 横尾渉 藤ヶ谷太輔 千賀健永（dTV　2021年）[14][15][16][17][18]

### 舞台
- 舞台俳優塾ラボ公演『女優』（2016年 横浜STスポット）（作　山口仁志）[19]
- 『仮名手本 百物語（仮）』（2022年 下北沢 スターダスト）（脚本参加）（演出　倉本朋幸）
- 『百物語 vol2 憑』（2023年 下北沢 スターダスト）（脚本＆幽チーム演出）[20]
- 山本試験紙『 ㊀ 』（2023年 下北沢 小劇場B1）（作　山本試験紙）[21]
- 『私が天下を取る！～憙の巻～』（2023 浅草　花劇場）（作・演出）[22][23]
- 山本試験紙vol2『ピクトグラム』（2024年 新宿　シアターサンモール）（作・演出）[24][25][26][27][28][29][30]
- 『百物語 vol3 傀儡』（2024年　下北沢　スターダスト）（脚本＆幽チーム演出）[31]
- 試験紙プロデュース『some day』（2025年　新宿　シアターサンモール）（作　倉本朋幸）[32][33][34][35][36][37][38][39][40][41]
- 『刑事 舟辰三郎 VS 動機』（2025年　下北沢 小劇場B1）（作・演出）[42]
- 『百物語 vol4 隧道』（2025年　下北沢　スターダスト）（脚本＆幽チーム演出）[43]

### ラジオ
- 『フリーキャンパスKYOTO』（KBS京都 1987年-）
- 『From C Side』　徳永英明（文化放送 1989年-）
- 『OH!ZIPANGLE』　前田亘輝（文化放送 1990年-）
- 『MOONLIGHT 抱きしめて!! TARAKO（文化放送 1991年-）
- 『前田亘輝のYOU達HAPPY』　前田亘輝（nack5 2011年-）